# Вінценосні
Вінценосні (Balearicinae) — підродина птахів родини журавлевих (Gruidae). Включає два сучасні види та низку викопних форм.

## Поширення
Сучасні представники вінценосних поширені в Субсахарській Африці. Викопний вид Geranopsis hastingsiae відомий з еоценових відкладень Європи.

## Опис
Від інших журавлевих відрізняються відсутністю змієподібної трахеї, строкатішим оперенням і слабкою стійкістю до низьких температур. Тільки у вінценосних журавлів на нозі є довгий задній палець, який дозволяє птаху легко утримуватися на гілці дерева . Голос вінценосних журавлів менш складний у порівнянні з іншими видами..

## Систематика
- підродина Вінценосні (Balearicinae)
  - рід Вінценос (Balearica)
    - вид Журавель-вінценос північний (Balearica pavonina)
    - вид Журавель-вінценос південний (Balearica regulorum)
    - †Balearica rummeli
    - †Balearica excelsa
    - †Balearica exigua

  - †Geranopsis
  - †Palaeogrus?